# Hans-Joachim Gutteck
Hans-Joachim Gutteck (10 de Abril de 1914 - 12 de Abril de 1945) foi um comandante de U-Boot que serviu na Kriegsmarine durante a Segunda Guerra Mundial.